# Tercer Frente
Tercer Frente è un comune di Cuba, situato nella provincia di Santiago di Cuba.